# ریمون کیم
رِیمون کیم (کره‌ای: 레이먼 킴؛ انگلیسی: Raymon Kim؛ زادهٔ ۵ مه ۱۹۷۵) سرآشپز و شخصیت تلویزیونی کره‌ای-کانادایی است. او قبلاً یکی از اعضای ورایتی شوی قانون جنگل (قسمت‌های ۱۵۴ – ۱۶۲) بود. او همچنین میزبان برنامه زمان آشپزی سم و ریمون از سال ۲۰۱۱ تا ۲۰۱۲ بود.